# Slovnaft
Slovnaft — словацкий нефтеперерабатывающий завод, построенный в 1957 году в Братиславе. В 2000 году Slovnaft становится частью MOL Group, которой принадлежит 98,5% акций компании. Slovnaft имеет два иностранных филиала: Slovnaft CZ в Чешской Республике и Slovnaft Polska в Польше.

## История
Slovnaft был построен на месте разрушенного в 1944 году во время авианалёта нефтеперерабатывающего завода Apollo. Остатки завода Apollo были национализированы в 1946 году и переименованы в Slovnaft в 1949 году. В мае 1992 года Slovnaft был реорганизован в акционерное общество. В 2000 году Slovnaft становится членом группы компаний MOL.

## Деятельность
В 2008 году Slovnaft переработал 5,8 млн т сырой нефти, что на 0,2 млн т меньше, чем в 2007 году. Общий объём производства топлива в 2008 году по сравнению с 2007 годом снизился на 1,5%.
| Наименование продукции              | 2008 год | 2007 год |
| ----------------------------------- | -------- | -------- |
| Бензин, тыс. т                      | 1 568,7  | 1 617,0  |
| Дизельное топливо, тыс. т           | 2 844,1  | 2 863,9  |
| Керосин, тыс. т                     | 88,5     | 79,7     |
| Лигроин, тыс. т                     | 189,9    | 206,6    |
| Битум, тыс. т                       | 41,1     | 35,7     |
| Другие продукты переработки, тыс. т | 515,3    | 518,4    |
| Итого, тыс. т                       | 5 247,6  | 5 321,3  |

Три четверти продукции, производимой Slovnaft, экспортируется в Германию, Австрию, Польшу, Чешскую Республику, Швейцарию и Францию. Экспорт составляет 80% от общего дохода компании. На предприятии работает почти 2500 человек.